# Вальтер Варцеха
Вальтер Варцеха (нім. Walter Warzecha; нар. 23 травня 1891, Швибіус, Бранденбург — пом. 30 серпня 1956, Гамбург) — німецький воєначальник часів Третього Рейху, генерал-адмірал Крігсмаріне (1944).

## Біографія
1 квітня 1909 року вступив в ВМФ кадетом. Пройшов підготовку у військово-морському училищі і на лінійному кораблі «Нассау». 19 вересня 1912 отримав звання лейтенанта.

### Перша світова війна
Учасник 1-ї світової війни 2 травня 1915 року одержав звання обер-лейтенанта. У серпні 1916 року перейшов до підводний флот. У березні-липні 1917 року командував підводним човном UC-1. З липня 1917 по січень 1918 року прапор-лейтенант 2-й підводного флотилії «Фландрія», потім командував підводними човнами UC-71 (січень — вересень 1918 року) і UB-148 (19 вересня — 26 листопада 1918 року).

### Міжвоєнна служба
Після демобілізації армії залишений на флоті. З 1 вересня 1919 командир роти 2-го, а з 1 жовтня 1920 року — 6-го батальйону берегової оборони.
З 19 березня 1921 по 31 січня 1922 року — офіцер зв'язку ВМС при командуванні рейхсверу.
З 1 квітня 1924 року інструктор і командир роти військово-морського училища в Мюрвіку.
6 квітня 1925 переведений до Відділу морської оборони Морського керівництва.
З 3 жовтня 1928 року навігаційний офіцер лінійного корабля «Ельзас». 26 лютого 1930 переведений в штаб військово-морської станції «Остзеє», де 10 червня зайняв пост 1-го ад'ютанта.
З 6 жовтня 1932 командир 2-го батальйону корабельної кадрованій дивізії «Остзеє». З 24 вересня 1934 року начальник штабу військово-морської станції «Остзеє».
З 2 жовтня 1937 по 31 жовтня 1938 командував броненосцем «Адмірал граф Шпее».

### Друга світова війна
З 1 листопада 1938 по 14 лютого 1942 очолював Адміністративне управління Верховного командування ВМС (ОКМ), одночасно з 15 листопада 1939 по 30 квітня 1944 року здійснював верховне керівництво і Загальним управлінням ОКМ, який курирував роботу німецьких верфей. Фактично зосередив у своїх руках все керівництво адміністративно-господарською частиною німецького ВМФ.
У квітні 1944 року зміщений і 1 травня призначений командувачем морської обороною — начальником Головного загального управління ОКМ. Фактично під безпосереднє керівництво Варцехі передані всі служби ВМС, за винятком тих, що відповідали за оперативне планування і проведення морських операцій, а також за розробку і виробництво озброєнь.
Після самогубства генерал-адмірала Ганса-Георга фон Фрідебурга 24 травня 1945 року залишився найстаршим офіцером ВМС (як за званням, так і за посадою) і вважався командувачем німецького флоту. За рішенням Союзної контрольної комісії до 22 липня 1945 року керував процесом ліквідації Крігсмаріне і передачі кораблів німецького військово-морського флоту союзникам.
22 липня 1945 року заарештований союзниками. 21 лютого 1947 року звільнений.
Помер в Гамбурзі 30 січня 1956 року від інфаркту міокарда.

## Нагороди
Військова кар'єра
- 12 квітня 1910 — фенріх ВМС
- 19 вересня 1912 — лейтенант-цур-зее
- 2 травня 1915 — обер-лейтенант-цур-зее
- 21 січня 1920 — капітан-лейтенант
- 1 січня 1928 — корветтен-капітан
- 1 квітня 1933 — фрегаттен-капітан
- 1 жовтня 1934 — капітан-цур-зее
- 1 листопада 1938 — контр-адмірал
- 1 січня 1941 — віце-адмірал
- 1 квітня 1942 — адмірал
- 1 березня 1944 — генерал-адмірал

### Перша світова війна
- Залізний хрест 2-го і 1-го класу
- Лицарський хрест ордена дому Гогенцоллернів з мечами
- Нагрудний знак підводника (1918)
- Ганзейський Хрест (Гамбург)
- Військовий Хрест Фрідріха Августа (Ольденбург) 2-го і 1-го класу
- Лицарський хрест 2-го класу ордена дому Саксен-Ернестіне з мечами

### Міжвоєнний період
- Почесний хрест ветерана війни
- Медаль «За вислугу років у Вермахті» 4-го, 3-го, 2-го і 1-го класу

### Друга світова війна
- Застібка до Залізного хреста 2-го і 1-го класу
- Нагрудний знак флоту
- Хрест Воєнних заслуг 2-го і 1-го класу з мечами
- Німецький хрест у сріблі (30 січня 1943)
- Лицарський хрест Хреста Воєнних заслуг з мечами (25 січня 1945)